# Championnat de Russie de football 1993
Navigation
Saison précédente Saison suivante
La saison 1993 de Vyschaïa Liga est la deuxième édition de la première division russe.
Lors de cette saison, le Spartak Moscou a conservé son titre de champion de Russie face aux dix-sept meilleurs clubs russes lors d'une série de matchs se déroulant sur toute l'année.
Il y a eu un changement majeur lors de cette saison, puisque le championnat a pris la forme d'un groupe unique contrairement au format à deux groupes de la saison précédente. Ainsi, chacun des dix-huit clubs participant au championnat a été confronté à deux reprises aux dix-sept autres.
Quatre places étaient qualificatives pour les compétitions européennes, la cinquième place étant celles du vainqueur de la Coupe de Russie 1993-1994.
Le Spartak Moscou a été sacré champion de Russie pour la deuxième fois.

## Clubs participants
Asmaral Moscou
CSKA Moscou
Dynamo Moscou
Lokomotiv Moscou
Spartak Moscou
Torpedo Moscou
Légende des couleurs
- Premier tour de la Ligue des champions 1993-1994
- Premier tour de la Coupe des coupes 1993-1994
- Premier tour de la Coupe UEFA 1993-1994
- Promu de deuxième division

| Club                     | Présent depuis | Classement 1992 | Entraîneur               | Stade                | Capacité théorique |
| ------------------------ | -------------- | --------------- | ------------------------ | -------------------- | ------------------ |
| Spartak Moscou           | 1992           | 1               | Oleg Romantsev           | Stade Loujniki       | 84 745             |
| Spartak Vladikavkaz      | 1992           | 2               | Vladimir Fedotov         | Stade Spartak        | 32 600             |
| Dynamo Moscou            | 1992           | 3               | Adamas Golodets          | Stade Dynamo         | 36 540             |
| Lokomotiv Moscou         | 1992           | 4               | Iouri Siomine            | Stade Lokomotiv      | 28 800             |
| CSKA Moscou              | 1992           | 5               | Boris Kopeïkine          | Stade Loujniki       | 84 745             |
| Lokomotiv Nijni Novgorod | 1992           | 6               | Valeri Ovtchinnikov (en) | Stade Lokomotiv      | 17 856             |
| Asmaral Moscou           | 1992           | 7               | Nikolaï Khoudiev (en)    | Stade Saliout        | 12 000             |
| Rostselmach Rostov       | 1992           | 8               | Enver Ioulgouchov (en)   | Stade Rostselmach    | 15 600             |
| Ouralmach Iekaterinbourg | 1992           | 9               | Viktor Chichkine (en)    | Stade central        | 13 000             |
| Tekstilchtchik Kamychine | 1992           | 10              | Sergueï Pavlov           | Stade Tekstilchtchik | 10 000             |
| Torpedo Moscou           | 1992           | 11              | Iouri Mironov            | Stade Torpedo        | 13 200             |
| Rotor Volgograd          | 1992           | 12              | Vladimir Salkov (en)     | Stade central        | 32 120             |
| Okean Nakhodka           | 1992           | 13              | Aleksandr Averianov      | Stade Vodnik         | 10 000             |
| Krylia Sovetov Samara    | 1992           | 14              | Viktor Antikhovich (en)  | Stade Metallourg     | 33 220             |
| Dinamo Stavropol         | 1992           | 15              | Sergueï Zimenkov (en)    | Stade Dinamo         | 16 000             |
| Kamaz Naberejnye Tchelny | 1993           | 1 (D2, Centre)  | Valeri Tchetverik        | Stade Kamaz          | 15 000             |
| Luch Vladivostok         | 1993           | 1 (D2, Est)     | Aleksandr Ivtchenko (en) | Stade Dinamo         | 10 200             |
| Jemtchoujina Sotchi      | 1993           | 1 (D2, Ouest)   | Arsen Naïdionov (en)     | Stade central        | 12 500             |

### Changements d'entraîneur
| Club                | Entraîneur partant                | Date de départ | Entraîneur arrivant               | Date d'arrivée |
| ------------------- | --------------------------------- | -------------- | --------------------------------- | -------------- |
| CSKA Moscou         | Guennadi Kostylev                 | août 1993      | Boris Kopeïkine                   | août 1993      |
| Dynamo Moscou       | Valeri Gazzaev                    | septembre 1993 | Adamas Golodets                   | septembre 1993 |
| Spartak Vladikavkaz | Aleksandr Novikov                 | septembre 1993 | Aleksandr Ianovski (en) (intérim) | septembre 1993 |
| Spartak Vladikavkaz | Aleksandr Ianovski (en) (intérim) | octobre 1993   | Vladimir Fedotov                  | octobre 1993   |

## Compétition

### Qualifications en coupes d'Europe
À l'issue de la saison, le champion s'est qualifié pour la phase de groupes de la Ligue des champions 1994-1995.
Le vainqueur de la Coupe de Russie 1993-1994 ayant été sacré champion, c'est le finaliste qui s'est qualifié pour le premier tour de la Coupe des coupes 1994-1995.
Les trois places en Coupe UEFA 1994-1995 sont quant à elles revenues au deuxième, au troisième et au quatrième du championnat. Ces places étaient qualificatives pour le premier tour de la compétition.

### Classement
Le classement est établi sur l'ancien barème de points (victoire à 2 points, match nul à 1, défaite à 0).
Pour départager les équipes à égalité de points, on tient d'abord compte des confrontations directes, puis de la différence de buts générale et du nombre de buts marqués et enfin si la qualification ou la relégation est en jeu, les deux équipes jouent une rencontre d'appui sur terrain neutre.
| Rang | Équipe                     | Pts | J  | G  | N  | P  | Bp | Bc | Diff |
| ---- | -------------------------- | --- | -- | -- | -- | -- | -- | -- | ---- |
| 1    | Spartak Moscou T           | 53  | 34 | 21 | 11 | 2  | 81 | 18 | +63  |
| 2    | Rotor Volgograd            | 42  | 34 | 17 | 8  | 9  | 56 | 35 | +21  |
| 3    | Dynamo Moscou              | 42  | 34 | 16 | 10 | 8  | 65 | 38 | +27  |
| 4    | Tekstilchtchik Kamychine   | 39  | 34 | 14 | 11 | 9  | 45 | 34 | +11  |
| 5    | Lokomotiv Moscou           | 39  | 34 | 14 | 11 | 9  | 45 | 29 | +16  |
| 6    | Spartak Vladikavkaz        | 38  | 34 | 16 | 6  | 12 | 49 | 45 | +4   |
| 7    | Torpedo Moscou             | 38  | 34 | 15 | 8  | 11 | 35 | 40 | -5   |
| 8    | Ouralmach Iekaterinbourg   | 36  | 34 | 16 | 4  | 14 | 51 | 52 | -1   |
| 9    | CSKA Moscou C              | 30  | 34 | 12 | 6  | 16 | 43 | 45 | -2   |
| 10   | Kamaz Naberejnye Tchelny P | 30  | 34 | 12 | 6  | 16 | 45 | 53 | -8   |
| 11   | Lokomotiv Nijni Novgorod   | 30  | 34 | 12 | 6  | 16 | 34 | 49 | -15  |
| 12   | Dinamo Stavropol           | 30  | 34 | 11 | 8  | 15 | 39 | 49 | -10  |
| 13   | Jemtchoujina Sotchi P      | 30  | 34 | 10 | 10 | 14 | 52 | 62 | -10  |
| 14   | Krylia Sovetov Samara      | 30  | 34 | 9  | 12 | 13 | 37 | 47 | -10  |
| 15   | Luch Vladivostok P         | 29  | 34 | 11 | 7  | 16 | 29 | 56 | -27  |
| 16   | Okean Nakhodka             | 28  | 34 | 10 | 8  | 16 | 28 | 40 | -12  |
| 17   | Rostselmach Rostov         | 28  | 34 | 8  | 12 | 14 | 35 | 52 | -17  |
| 18   | Asmaral Moscou             | 20  | 34 | 7  | 6  | 21 | 28 | 53 | -25  |

| Légende : Qualifications et relégations | Légende : Qualifications et relégations                                          |
| --------------------------------------- | -------------------------------------------------------------------------------- |
|                                         | Ligue des champions 1994-1995 (Phase de groupes)                                 |
|                                         | Coupe des coupes 1994-1995 (1er tour)                                            |
|                                         | Coupe UEFA 1994-1995 (1er tour)                                                  |
|                                         | Qualification pour le barrage de relégation en deuxième division                 |
|                                         | Relégation en deuxième division                                                  |
|                                         | T : Tenant du titre P : Promu 1992 C : Vainqueur de la Coupe de Russie 1993-1994 |

### Résultats
| Résultats (▼dom., ►ext.)                                   | SMO | ROT | DMO | TEK | LMO | SVL | TOR | OUR | CSKA | KAM | LNN | DST | JEM | KRY | LUC | OKE | ROS | ASM |
| Spartak Moscou                                             |     | 1-1 | 3-0 | 2-0 | 3-0 | 5-1 | 0-0 | 2-0 | 6-0  | 6-1 | 2-0 | 3-1 | 3-0 | 3-0 | 4-0 | 1-1 | 3-0 | 5-1 |
| Rotor Volgograd                                            | 1-0 |     | 3-2 | 1-1 | 1-0 | 1-0 | 2-2 | 3-2 | 3-0  | 4-1 | 4-0 | 2-1 | 3-1 | 2-0 | 2-0 | 5-1 | 2-1 | 2-0 |
| Dynamo Moscou                                              | 1-1 | 0-0 |     | 1-1 | 1-1 | 2-2 | 3-2 | 1-1 | 2-1  | 4-3 | 3-0 | 4-0 | 6-3 | 3-0 | 7-1 | 3-0 | 2-0 | 4-0 |
| Tekstilchtchik Kamychine                                   | 0-0 | 3-1 | 1-1 |     | 0-0 | 1-0 | 0-0 | 5-1 | 3-0  | 1-0 | 1-3 | 2-3 | 3-1 | 0-0 | 4-0 | 2-1 | 2-0 | 1-1 |
| Lokomotiv Moscou                                           | 0-0 | 2-1 | 3-0 | 1-2 |     | 0-2 | 0-1 | 3-0 | 2-0  | 1-1 | 4-1 | 1-1 | 1-0 | 1-0 | 5-0 | 0-0 | 5-2 | 2-0 |
| Spartak Vladikavkaz                                        | 1-1 | 2-0 | 2-1 | 3-1 | 1-0 |     | 1-0 | 1-0 | 2-0  | 2-0 | 1-2 | 1-1 | 4-0 | 2-0 | 2-0 | 2-0 | 3-0 | 2-0 |
| Torpedo Moscou                                             | 1-1 | 2-1 | 0-4 | 0-2 | 2-3 | 2-0 |     | 1-0 | 2-1  | 1-0 | 2-0 | 0-1 | 2-1 | 2-2 | 1-0 | 3-1 | 0-0 | 1-1 |
| Ouralmach Iekaterinbourg                                   | 2-8 | 0-3 | 1-0 | 1-0 | 1-3 | 2-0 | 5-0 |     | 1-0  | 4-1 | 1-1 | 3-1 | 3-2 | 3-0 | 3-1 | 3-1 | 1-1 | 2-1 |
| CSKA Moscou                                                | 0-3 | 2-0 | 1-1 | 3-0 | 3-1 | 4-0 | 1-1 | 2-1 |      | 1-1 | 3-0 | 2-0 | 1-1 | 4-0 | 3-1 | 0-0 | 2-3 | 1-0 |
| Kamaz Naberejnye Tchelny                                   | 0-1 | 0-0 | 0-2 | 3-1 | 1-0 | 5-2 | 4-1 | 3-1 | 1-0  |     | 2-1 | 3-0 | 1-0 | 1-1 | 2-1 | 1-0 | 1-1 | 3-0 |
| Lokomotiv Nijni Novgorod                                   | 0-0 | 3-2 | 1-1 | 1-2 | 2-0 | 1-0 | 0-1 | 1-2 | 1-4  | 1-0 |     | 4-1 | 2-1 | 1-1 | 2-1 | 2-0 | 1-0 | 1-0 |
| Dinamo Stavropol                                           | 0-2 | 1-0 | 0-2 | 1-1 | 0-0 | 2-0 | 3-0 | 1-2 | 1-1  | 2-0 | 2-0 |     | 2-1 | 3-1 | 3-0 | 0-0 | 1-1 | 3-1 |
| Jemtchoujina Sotchi                                        | 2-2 | 2-2 | 4-1 | 3-1 | 0-0 | 2-2 | 1-0 | 0-1 | 1-0  | 5-4 | 1-1 | 4-2 |     | 3-1 | 0-0 | 3-2 | 1-1 | 0-0 |
| Krylia Sovetov Samara                                      | 1-3 | 1-1 | 1-0 | 2-1 | 1-1 | 1-1 | 1-2 | 0-0 | 2-0  | 4-0 | 1-0 | 3-1 | 3-0 |     | 2-2 | 3-0 | 1-1 | 1-0 |
| Luch Vladivostok                                           | 0-3 | 0-0 | 0-1 | 0-0 | 1-1 | 3-1 | 1-0 | 2-1 | 2-1  | 1-0 | 1-0 | 0-0 | 2-2 | 1-0 |     | 1-0 | 2-1 | 3-2 |
| Okean Nakhodka                                             | 1-1 | 3-1 | 1-0 | 0-0 | 0-1 | 3-0 | 0-1 | 0-1 | 1-0  | 2-1 | 2-0 | 1-0 | 0-2 | 2-0 | 0-1 |     | 2-0 | 1-0 |
| Rostselmach Rostov                                         | 2-0 | 0-2 | 1-1 | 0-2 | 1-3 | 3-3 | 0-1 | 2-1 | 1-0  | 0-0 | 1-1 | 2-0 | 3-0 | 3-3 | 2-1 | 1-1 |     | 1-0 |
| Asmaral Moscou                                             | 0-3 | 1-0 | 0-1 | 0-1 | 0-0 | 2-3 | 0-1 | 2-1 | 1-2  | 2-1 | 2-0 | 2-1 | 3-5 | 0-0 | 1-0 | 1-1 | 4-0 |     |
| - Victoire à domicile - Match nul - Victoire à l'extérieur |     |     |     |     |     |     |     |     |      |     |     |     |     |     |     |     |     |     |

### Barrages de relégation
Le classement est établi sur l'ancien barème de points (victoire à 2 points, match nul à 1, défaite à 0).
Pour départager les équipes à égalité de points, on tient d'abord compte des confrontations directes, puis de la différence de buts générale et du nombre de buts marqués et enfin si la qualification ou la relégation est en jeu, les deux équipes jouent une rencontre d'appui sur terrain neutre.
| Rang | Équipe                          | Pts | J | G | N | P | Bp | Bc | Diff |  | Résultats (▼ dom., ► ext.)      | KRY | LAD | DTI | LUC | TCH | OKE |
| ---- | ------------------------------- | --- | - | - | - | - | -- | -- | ---- |  | ------------------------------- | --- | --- | --- | --- | --- | --- |
| 1    | Krylia Sovetov Samara           | 7   | 5 | 3 | 1 | 1 | 10 | 8  | +2   |  | Krylia Sovetov Samara           |     |     |     |     | 3-0 | 3-1 |
| 2    | Lada Togliatti (D2)             | 7   | 5 | 2 | 3 | 0 | 8  | 3  | +5   |  | Lada Togliatti (D2)             | 4-0 |     | 1-0 |     |     | 0-0 |
| 3    | Dinamo-Gazovik Tioumen (D2)     | 6   | 5 | 3 | 0 | 2 | 8  | 5  | +3   |  | Dinamo-Gazovik Tioumen (D2)     | 1-2 |     |     | 2-1 | 2-1 |     |
| 4    | Luch Vladivostok                | 6   | 5 | 2 | 2 | 1 | 11 | 9  | +2   |  | Luch Vladivostok                | 2-2 | 2-2 |     |     | 2-1 |     |
| 5    | Tchernomorets Novorossiisk (D2) | 3   | 5 | 1 | 1 | 3 | 7  | 10 | -3   |  | Tchernomorets Novorossiisk (D2) |     | 1-1 |     |     |     | 4-2 |
| 6    | Okean Nakhodka                  | 1   | 5 | 0 | 1 | 4 | 5  | 14 | -9   |  | Okean Nakhodka                  |     |     | 0-3 | 2-4 |     |     |

| Légende : Qualifications et relégations | Légende : Qualifications et relégations                             |
| --------------------------------------- | ------------------------------------------------------------------- |
|                                         | Promotion en première division 1994                                 |
|                                         | Relégation en deuxième division 1994                                |
|                                         | P : Promu 1992 (D2) : Premier d'un groupe de deuxième division 1993 |

## Statistiques

### Meilleurs buteurs
| Rang | Joueur                 | Club                     | Buts |
| ---- | ---------------------- | ------------------------ | ---- |
| 1    | Viktor Pantchenko      | Kamaz Naberejnye Tchelny | 21   |
| 2    | Oleg Veretennikov      | Rotor Volgograd          | 19   |
| 3    | Vladimir Beschastnykh  | Spartak Moscou           | 18   |
| 4    | Igor Simutenkov        | Dynamo Moscou            | 16   |
| 5    | Mikhaïl Markhel (en)   | Spartak Vladikavkaz      | 14   |
| 5    | Nikolaï Pissarev       | Spartak Moscou           | 14   |
| 5    | Nazim Suleymanov       | Spartak Vladikavkaz      | 14   |
| 8    | Gocha Gogrichiani (en) | Jemtchoujina Sotchi      | 13   |
| 8    | Valeri Karpine         | Spartak Moscou           | 13   |
| 8    | Vladimir Niederhaus    | Rotor Volgograd          | 13   |

## Les 33 meilleurs joueurs de la saison
À l'issue de la saison, la fédération russe de football désigne les 33 meilleurs joueurs du championnat (ru).
Gardien
1. Sergueï Ovtchinnikov (Lokomotiv Moscou)
2. Zaur Khapov (en) (Spartak Vladikavkaz)
3. Andreï Samoroukov (en) (Tekstilchtchik Kamychine)

Défenseurs
1. Dmitri Khlestov (Spartak Moscou)
2. Ramiz Mamedov (Spartak Moscou)
3. Aleksandr Chmarko (Rotor Volgograd)

1. Yuriy Nykyforov (Spartak Moscou)
2. Volodymyr Herashchenko (en) (Rotor Volgograd)
3. Sergueï Podpaly (Lokomotiv Moscou)

1. Viktor Onopko (Spartak Moscou)
2. Andreï Afanasiev (en) (Torpedo Moscou)
3. Sergueï Timofeev (Dynamo Moscou)

1. Andreï Ivanov (Spartak Moscou)
2. Alekseï Arifoulline (en) (Lokomotiv Moscou)
3. Youri Kovtun (Dynamo Moscou)

Milieux de terrain
1. Valeri Karpine (Spartak Moscou)
2. Igor Simutenkov (Dynamo Moscou)
3. Oleg Stogov (en) (Rotor Volgograd)

1. Andreï Piatnitski (Spartak Moscou)
2. Alekseï Kosolapov (en) (Lokomotiv Moscou)
3. Denis Kliouïev (en) (Asmaral Moscou)

1. Omari Tetradze (Dynamo Moscou)
2. Igor Lediakhov (Spartak Moscou)
3. Nazim Suleymanov (Spartak Vladikavkaz)

1. Oleg Veretennikov (Rotor Volgograd)
2. Ilya Tsymbalar (Spartak Moscou)
3. Bakhva Tedeïev (en) (Dynamo Moscou)

Attaquants
1. Nikolaï Pissarev (Spartak Moscou)
2. Viktor Pantchenko (Kamaz Naberejnye Tchelny)
3. Oleg Ielychev (en) (Tekstilchtchik Kamychine)

1. Vladimir Bestchastnykh (Spartak Moscou)
2. Ilshat Faïzouline (CSKA Moscou)
3. Valeri Iesipov (Rotor Volgograd)

## Bilan de la saison
| Championnat de Russie de football 1993    |                           |
| Champion                                  | Spartak Moscou (2e titre) |
| Coupes et trophées                        |                           |
| Vainqueur de la Coupe de Russie 1993-1994 | Spartak Moscou            |
| Qualifications continentales              |                           |
| Ligue des champions 1994-1995             | Spartak Moscou            |
| Coupe des coupes 1994-1995                | CSKA Moscou               |
| Coupe UEFA 1993-1994                      | Dynamo Moscou             |
| Coupe UEFA 1993-1994                      | Rotor Volgograd           |
| Coupe UEFA 1993-1994                      | Tekstilchtchik Kamychine  |
| Promotions et relégations                 |                           |
| Promus en première division               | Dinamo-Gazovik Tioumen    |
| Promus en première division               | Lada Togliatti            |
| Relégués en deuxième division             | Asmaral Moscou            |
| Relégués en deuxième division             | Okean Nakhodka            |
| Relégués en deuxième division             | Luch Vladivostok          |
| Relégués en deuxième division             | Rostselmach Rostov        |